# О афазији
О афазији је дело о афазији Сигмунда Фројда, оснивача психоанализе. Монографија је била Фројдова прва књига, објављена 1891. године. У расправи, Фројд доводи у питање главне ауторитете тог времена тврдећи да њихов начин разумевања афазија више није одржив. На прелазу векова, неуронаучници су покушали да локализују психолошке процесе у дискретним кортикалним регионима – став који је Фројд одбацио јер је неуронаука имала врло мало да понуди динамичкој психологији на ту тему.
У делу „О афазији“, Фројд је изнео своје најраније мисли о психологији. До тада, Фројд је био преокупиран неурофизиологијом. Дело претходи његовим списима о психоаналитичкој мисли. Фројд је разоткрио главну заблуду коју је тврдила класична немачка школа психологије (укључујући писце као што су Мајнерт, Вернике, Лихтхајм) која је заступала „локализационистички“ став, наиме, мешање психолошких и физиолошких концепата, посебно на тему афазија.
Пошто се Фројд у овом раном раду фокусирао на губитак говора и језика, имао је нијансирано схватање говора, чак је спекулисао о усвајању језика. Фројд је наставио да пише о тој теми, мада донекле кратко, у свом делу „Несвесно“, објављеном 1915. године, у Додатку Ц под називом „Речи и ствари“.
Међутим, Фројд и други психоаналитичари који су усвајање језика схватили као аспект чисте мождане активности обично превиђају међуљудске, друштвене и системске елементе усвајања језика и значења речи.